# Joachim Renaud
Joachim Renaud est un homme politique français, né le 17 août 1776 à Auray (Bretagne) et mort le 12 octobre 1843 à Nantes (Loire-Inférieure).

## Biographie
Joachim Renaud naît le 17 août 1776 à Auray, dans la paroisse Saint-Goustan. Il est le fils de Joseph Marie Renaud, capitaine de vaisseaux marchands, et de son épouse, Anne Guillevin.  
Négociant à Auray, Joachim Renaud est commissaire de l’Armée en 1815 et député du Grand Collège du Morbihan du 6 mars 1824 à 1827, par 136 voix (171 votants, 209 inscrits), siégeant dans la majorité soutenant les ministères de la Restauration.
Il figure obscurément parmi les ministériels et est décoré de la Légion d’Honneur par M. de Villèle.
Fondateur de la Société alréenne, dont le but est la recherche de l’or des dolmens de Locmariaquer, il contribue personnellement à la fouille de la Table des Marchand en 1811 (où il ne trouve que des débris de vases et une petite hache) et de l’allée couverte des Pierres Plates en juin 1813 mais ces fouilles ne nous sont connues que par la relation qu’en fait Armand Maudet de Penhouët.
Il meurt le 12 octobre 1843 à Nantes. Il possédait le château de Néret près de Vannes. 

## Distinctions
- Chevalier de la Légion d'honneur (8 mai 1822)[3]

## Sources
- « Joachim Renaud », dans Adolphe Robert et Gaston Cougny, Dictionnaire des parlementaires français, Edgar Bourloton, 1889-1891 [détail de l’édition]
- Fiche biographique sur le site de l'Assemblée nationale.